# Histioea maon
Histioea maon là một loài bướm đêm thuộc phân họ Arctiinae, họ Erebidae.